# میلوراد میلوتینوویچ
میلوراد میلوتینوویچ (سیریلیک صربی: Милорад Mилутинoвић؛ ۱۰ مارس ۱۹۳۵ – ۱۲ ژوئیهٔ ۲۰۱۵) بازیکن فوتبال اهل یوگسلاوی بود.
از باشگاه‌هایی که در آن بازی کرده‌است می‌توان به باشگاه فوتبال بئوگراد، باشگاه فوتبال لشو دو فوند، و باشگاه فوتبال پارتیزان اشاره کرد.